# Wenefryda
Wenefryda – imię żeńskie pochodzenia celtyckiego, od walijskiego Gwenfrewi: gwen to "biały, prawy, błogosławiony", a frewi - "pojednianie, zgoda, pokój". Inny wariant tego imienia to Ginewra. Patronką tego imienia jest św. Wenefryda z Walii (VII wiek). Inne formy to Wenfryda, Wenfreda, Winifreda, Wenifreda, Winfryda, Winfreda, Winifred, Winfried i Winfrida.
Wenefryda imieniny obchodzi 3 listopada.